# Малукова, Елена Филипповна
Елена Филипповна Малукова (1901, Орехово-Зуево — 1986, Москва) — советская актриса театра и кино.

## Биография
Родилась в 1901 году в Орехово-Зуево. С детства играла в драмкружке в Орехове-Зуеве. На одном из спектаклей побывали Луначарский и Крупская. Они дали ей направление в театральный техникум. С 1932 по 1938 года работала в ТРАМе. С начала 1940-х годов до 1946 года работала в Московском театре оперетты. В 1941—1943 году Московский театр оперетты находился в городе Сталинск в эвакуации. Елена Филипповна почти ежедневно с 21-00 до 23-00 выступала на сцене; кроме того, она работала подручным сталевара в мартеновском цехе КМК в дневную смену в бригаде Александра Чалкова. Весь заработок сталевара она отдавала в фонд Победы. Также актриса сдавала кровь. В 1944 вступила в ВКП(б). В 1944 году вернулась из эвакуации. Несколько лет работала в городе Бобруйск. Также работала в театре Группы советских войск в ГДР. В 1982 принимала участие в передаче Валентины Леонтьевой «От всей души» в Театре металлургов в Новокузнецке. Умерла в 1986 году в Москве.

## Актёрские работы
Фильмы:
- Любовь и ненависть (1935) в роли Лены.
- Степан Разин — девушка
- Поднятая целина — колхозница
- Сердца четырёх (1940) — прохожая
- Бабы (1940) — Авдотья
- Долгий путь (1956) — кухарка

Трам:
- «Продолжение следует» — Вильгельмина Куффке
- Соло на флейте — стенографистка Зуева
- Как закалялась сталь — мать Павла

Театр оперетты:
- «Тамбур-Мажор» — настоятельница монастыря
- «Свадьба в Малиновке» — Ганнуся
- «Сорочинская ярмарка» — Хивря
- «Вольный ветер» — жена партизана
- «Сильва» — Воляпюк
- «Ярмарка невест» — мать
- «РозМари» — Эттель
- «Песни Березины» — белорусская колхозница
- «Табачный капитан» — боярыня Свиньиных

## Награды
- Орден Ленина